# Oksana Lutsyshyn
Oksana Lutsyshyn (deutsche Transkription: Oksana Luzyschyn, ukrainisch Оксана Луцишин; * 22. Juli 1964 in Sokal, Ukrainische SSR) ist eine ukrainisch-amerikanische Pianistin, Komponistin und Musikpädagogin.

## Biografie
Ihre erste musikalische Ausbildung erhielt sie ab dem achten Lebensjahr an der Musikschule in Sokal. Mit 12 Jahren setzte sie ihr Studium an der Lwiwer Musikschule Solomija Kruschelnytska bei Lidija Golembo fort. 1982 trat sie in das Moskauer Konservatorium ein, wo sie von Valery Kastelsky unterrichtet wurde.
Nach ihrem Abschluss am Moskauer Konservatorium im Jahr 1987 kehrte sie in die Ukraine zurück, wo sie in der Gebietsphilharmonie Czernowitz engagiert wurde, ging aber bald wieder nach Moskau, um ihre Studien am Moskauer Konservatorium fortzusetzen. In dieser Zeit nahm sie an einem internationalen Klavierwettbewerb in den USA teil, den sie gewann. Daraufhin erhielt sie eine Einladung für ein Konzert in der Carnegie Hall in New York.
Nach ihrem Abschluss des Aufbaustudiums 1991 in Moskau übersiedelte sie in die USA, wo sie ihr Studium an der Musikhochschule in Bloomington fortsetzte.

## Berufliche Karriere
Während ihrer Zeit in den USA von 1993 bis 1997 unterrichtete Lutsyshyn an der Jacobs School of Music der Indiana University Bloomington. Sie war Begleiterin der Geiger Josef Gingold und Joshua Bell in dem Dokumentarfilm Joshua Bell, der 1994 von BBC in der Serie Omnibus ausgestrahlt wurde.

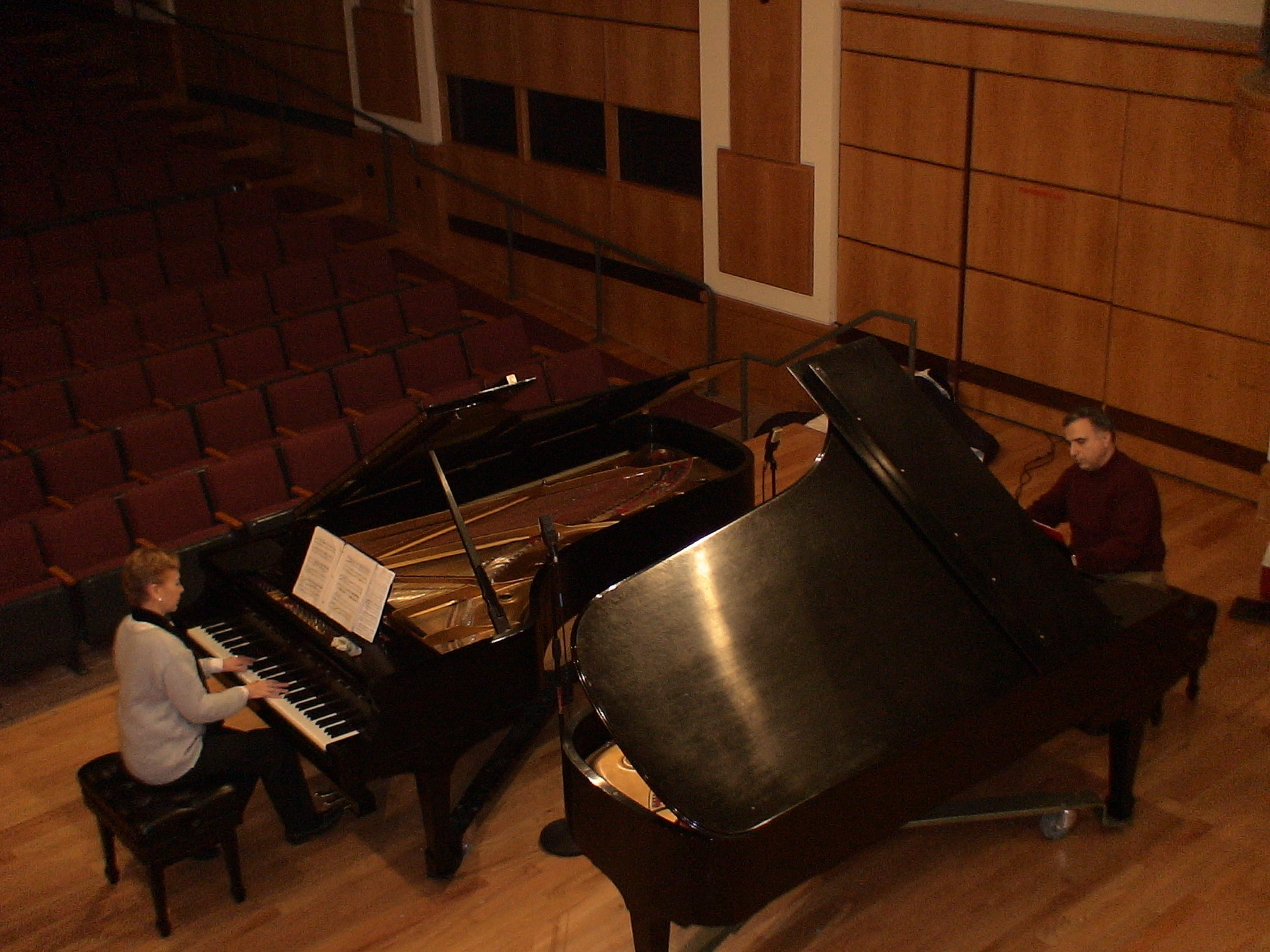
Das Invencia Piano Duo in der Chandler Recital Hall, Norfolk (2014)

1996 nahm Lutsyshyn am Wiener Wettbewerb für Modern Masters of Recording teil und erreichte den zweiten Platz. Im Oktober 1997 begleitete sie Isaac Stern und drei seiner Meisterschüler in der Chandler Conzert Hall. 2004 nahm sie am 23. Internationalen Musikfestival Virtuosen in Lemberg teil, wo sie ein Konzert gab und mit Andrey Kasparov im Duo spielte. 2003 gründete sie mit Andrey Kasparov das Klavierduo Invencia Piano Duo.
Oksana Lutsyshyn unterrichtet als Professorin Piano und Musiktheorie an der Fakultät für Musik der Old Dominion University. Außerdem ist sie Musikdirektorin und Organistin an der Lutherischen Kirche 'Prince of Peace' in Virginia Beach.

## Auszeichnungen
- 1990: Internationaler Klavierwettbewerb benannt nach William Capella im College Park, Maryland
- 1990: Künstlerischer Preis Prince George beim William Capella Internationaler Klavierwettbewerb
- 1991, 1997: Finalistin beim Internationalen Klavierwettbewerb in St. Charles
- 1996: 2. Platz beim Internationalen Wiener Wettbewerb der zeitgenössischen Künstler von Tonaufnahmen